# Pedro Bayarri Benedito
Pedro Bayarri Benedito (Benicarló, 1803 - Madrid, 26 de juny de 1859) fou un advocat i polític valencià, diputat a Corts i ministre de marina durant el regnat d'Isabel II d'Espanya.

## Biografia
Estudià dret a la Universitat de València i va treballar com a advocat a Vila-real, on hi tenia parents. Durant la vicalvarada de 1854 fou comandant de la Milícia Nacional i formà part de la Junta Revolucionària de Castelló de la Plana i aquell mateix any fou elegit diputat a Corts pel Partit Progressista. Fou nomenat secretari del Congrés dels Diputats i aleshores ingressà a la Unió Liberal. De juliol a octubre de 1856 fou ministre de Marina al primer govern de Leopoldo O'Donnell. En 1857 fou nomenat President del Consell Suprem de Guerra i Marina. A les eleccions de desembre de 1858 fou escollit novament diputat a Corts per Castelló, ocupant l'escó fins a la seva mort el 26 de juny de 1859.